# アメリカ合衆国の州歌
アメリカ合衆国の州歌（アメリカがっしゅうこくのしゅうか）では、アメリカ合衆国（米国）の各州が制定している州歌についてワシントンD.C.（コロンビア特別区）および海外領土を含めて解説する。

## 概説
米国では2022年現在、ニュージャージー州とメリーランド州を除く48の州で公式の州歌が制定されている。制定時期は州により様々で、例えば最も古いサウスカロライナ州の"Calorina"は1911年2月11日制定だが、バージニア州の"Our Great Virginia"は2015年3月27日制定である。テネシー州は1926年制定の"My Homeland, Tennessee"を筆頭に10曲もの州歌と愛唱歌を定めている。
これらの楽曲は州歌として書き下ろされたものもあれば、コネチカット州の"Yankee Doodle"のように既存の愛唱歌が追認を受けて州歌に制定されたものやウェストバージニア州の"Take Me Home, Country Roads"のように20世紀後半のヒット曲が州民の支持を得て正式な州歌とされたものなど様々である。フロリダ州とケンタッキー州の州歌は共に“アメリカ音楽の父”と称されるスティーブン・フォスターの作詞・作曲であるが、現代の人権感覚では不適切な語句（主に黒人を指す蔑称とされる単語）を含むとして歌詞の一部が改訂されている。
- ニュージャージー州では、1930年代から何曲もの楽曲が州歌の候補として挙げられて来たが制定は州内の地域対立などの事情で実現しておらず、非公式では1960年にレッド・マスカラが作成した"I'm From New Jersey"（我、ニュージャージーより来たり）が主に愛唱されている[3]。
- バージニア州では1940年にアフリカ系でミンストレル・ショーの楽団員であったジェームズ・A・ブランドが作詞・作曲した"Carry Me Back to Old Virginny"（懐かしきバージニア）を州歌として制定したが、元々プランテーション・ソングとして作られた経緯から「歌詞に人種差別的な内容を含む」と言う批判を受けて1997年に廃止され2代目の州歌が決まらない状態が2014年まで続いていた[4]。その後、候補曲の一つに挙げられていた"Shenandoah"（シェナンドー）の旋律に新しく歌詞を付けた"Our Great Virginia"（我らの素晴らしきバージニア）を州歌、"Sweet Virginia Breeze"（バージニアのそよ風）を州愛唱歌として制定する議案が2015年に州議会の承認・知事の署名を経て正式に発効し、17年に及んだ州歌の「空白」状態が正式に解消されている[1]。
- メリーランド州では1937年にMaryland, My Maryland（メリーランド、我がメリーランド）を州歌として制定したが、歌詞の元となった詞は南北戦争時に書かれたもので、北軍のエイブラハム・リンカーン大統領を「暴君」と呼び合衆国離脱を促し、「人種差別的な」アメリカ連合国（南軍）を讃美したものであったため議論を呼んでいた。2020年に起こったジョージ・フロイド抗議運動によって全米規模で人種差別的と判断されたの象徴の見直しが行われるようになると州歌の削除を求める声が大きくなり、メリーランド州議会は2021年3月29日に削除法案を可決し[5]、5月18日に州知事が法案に署名したことで州歌から削除された[6]。これに代わる州歌は制定されておらず、2021年以降メリーランド州は州歌が存在しない状態にある[7]。

### 言語
ほとんどの州歌は英語が用いられているが、旧ハワイ王国の国歌を継承したハワイ州の州歌"Hawaiʻi ponoʻī"の歌詞は英語でなくハワイ語が使用されている。また、スペイン語話者が多いニューメキシコ州では英語の州歌とスペイン語の州歌が別々に存在し、1995年には英・西バイリンガルの"New Mexico – Mi Lindo Nuevo México"（ニューメキシコ - 我が美しきヌエボ・メヒコ）が新たな州愛唱歌として発表された。
海外領土ではスペイン語を公用語とするプエルトリコの地域歌がスペイン語を、グアムと北マリアナ諸島の地域歌がチャモロ語を、米領サモアの地域歌がサモア語をそれぞれ使用している。

## 州歌および特別区・海外領土の歌一覧
- 楽曲の訳題は日本の文献で紹介されたものがある場合はそれに従い、ない場合は仮訳を挙げる。

### 州歌
| 州                   | 曲名/日本語訳                                                                | 制定・発表    | リンク     | リンク     | 備考                                                                                              |
| -------------------- | ---------------------------------------------------------------------------- | ------------- | ---------- | ---------- | ------------------------------------------------------------------------------------------------- |
| アーカンソー州       | Arkansas アーカンソー                                                        | 1914年        | 歌詞       | 歌詞       |                                                                                                   |
| アーカンソー州       | Arkansas (You Run Deep in Me) アーカンソー -私の奥深くを流れるあなた-        | 1987年        | 歌詞       | 歌詞       | 州成立150周年記念歌                                                                               |
| アーカンソー州       | Oh, Arkansas おお、アーカンソー                                              | 1987年        | 歌詞       | 歌詞       | 州成立150周年記念歌                                                                               |
| アーカンソー州       | The Arkansas Traveler アーカンソーの旅人                                     | 1949年        | 歌詞       | 歌詞       | 州愛唱歌（旧州歌）                                                                                |
| アイオワ州           | The Song of Iowa アイオワの歌                                                | 1911年        | 歌詞・楽譜 | 歌詞・楽譜 | クリスマス・キャロル「もみの木」と同じ旋律                                                        |
| アイダホ州           | Here We Have Idaho アイダホはここに在り                                      | 1931年        | 歌詞       | MP3        |                                                                                                   |
| アラスカ州           | Alaska's Flag アラスカの旗                                                   | 1931年        | 歌詞・楽譜 | 歌詞・楽譜 |                                                                                                   |
| アラバマ州           | Alabama アラバマ                                                             | 1955年        | 歌詞       | 歌詞       |                                                                                                   |
| アリゾナ州           | Arizona アリゾナ                                                             | 1981年        | 歌詞       | 歌詞       | 2代目                                                                                             |
| アリゾナ州           | The Arizona March Song アリゾナ行進歌                                        | 1919年        | 歌詞       | 歌詞       | 州行進曲（初代州歌）                                                                              |
| イリノイ州           | Illinois イリノイ                                                            | 1967年        | 歌詞       | MP3        |                                                                                                   |
| インディアナ州       | On the Banks of the Wabash, Far Away 遥かなるワバッシュ川の堤にて            | 1913年        | 歌詞       | 歌詞       |                                                                                                   |
| ウィスコンシン州     | On, Wisconsin! 征け、ウィスコンシン!                                         | 1914年        | MP3        | MP3        |                                                                                                   |
| ウィスコンシン州     | Oh Wisconsin, Land of My Dreams おおウィスコンシン、我が夢の地               | 1987年        | MP3        | MP3        | 州哀歌（バラード）                                                                                |
| ウィスコンシン州     | The Wisconsin Waltz ウィスコンシン・ワルツ                                   | 1987年        | MP3        | MP3        | 州舞曲（ワルツ）                                                                                  |
| ウェストバージニア州 | Take Me Home, Country Roads 故郷へかえりたい                                 | 2014年        | 歌詞       | 歌詞       | 1971年発表                                                                                        |
| ウェストバージニア州 | The West Virginia Hills ウェストバージニアの丘                               | 1963年        | 歌詞       | 歌詞       |                                                                                                   |
| ウェストバージニア州 | This Is My West Virginia 此は我がウェストバージニア                          | 1963年        | 歌詞       | 歌詞       |                                                                                                   |
| ウェストバージニア州 | West Virginia, My Home Sweet Home ウェストバージニア、麗しの我が家           | 1963年        | 歌詞       | 歌詞       |                                                                                                   |
| オクラホマ州         | Oklahoma! オクラホマ!                                                        | 1953年        | 歌詞       | 歌詞       | 他に州舞曲、公式ロック、公式フォークソングなどがある                                              |
| オハイオ州           | Beautiful Ohio 美しきオハイオ                                                | 1969年        | 歌詞       | 歌詞       | 1989年に歌詞を改訂                                                                                |
| オレゴン州           | Oregon, My Oregon オレゴン、我がオレゴン                                     | 1927年        | 歌詞       | 歌詞       |                                                                                                   |
| カリフォルニア州     | I Love You, California 我が愛しのカリフォルニア                              | 1951年        | 歌詞       | MIDI       |                                                                                                   |
| カンザス州           | Home on the Range 峠の我が家                                                 | 1947年        | 歌詞       | 歌詞       | 他に州行進曲が2曲ある                                                                             |
| ケンタッキー州       | My Old Kentucky Home ケンタッキーの我が家                                    | 1928年        | 歌詞       | 歌詞       | 作詞・作曲：スティーブン・フォスター                                                              |
| ケンタッキー州       | Blue Moon of Kentucky ケンタッキーの青い月                                   | 1988年        | 歌詞       | 歌詞       | 州公式ブルーグラス                                                                                |
| コネチカット州       | Yankee Doodle ヤンキードゥードゥル                                           | 1978年        | 歌詞       | WAV        | 原曲は18世紀後半成立の民謡                                                                        |
| コネチカット州       | The Nutmeg: Homeland of Liberty ナツメグ                                     | 2003年        | 歌詞       | 歌詞       | 州愛唱歌（カンタータ）                                                                            |
| コロラド州           | Where the Columbines Grow オダマキの花咲く所                                 | 1915年        | 歌詞       | 歌詞       |                                                                                                   |
| コロラド州           | Rocky Mountain High ロッキー・マウンテン・ハイ                               | 2007年        | 歌詞       | 歌詞       | 1972年発表                                                                                        |
| サウスカロライナ州   | Carolina カロライナ                                                          | 1911年        | 歌詞       | MP3        | 全米最古の州歌                                                                                    |
| サウスカロライナ州   | South Carolina on My Mind 我が心のサウスカロライナ                           | 1984年        | 歌詞       | 歌詞       |                                                                                                   |
| サウスダコタ州       | Hail, South Dakota! サウスダコタ万歳!                                        | 1943年        | 歌詞       | 歌詞       |                                                                                                   |
| ジョージア州         | Georgia on My Mind 我が心のジョージア                                        | 1979年        | YouTube    | YouTube    | 1930年発表                                                                                        |
| テキサス州           | Texas, Our Texas テキサス、我らのテキサス                                    | 1933年        | 歌詞       | 歌詞       | 1924年発表                                                                                        |
| テネシー州           | My Homeland, Tennessee 我が故郷、テネシー                                    | 1911年        | 歌詞       | 歌詞       |                                                                                                   |
| テネシー州           | When It's Iris Time in Tennessee テネシーにアイリスの花咲く頃                | 1935年        | 歌詞       | 歌詞       |                                                                                                   |
| テネシー州           | My Tennessee 私のテネシー                                                    | 1955年        | 歌詞       | 歌詞       | 州愛唱歌 1931年発表                                                                               |
| テネシー州           | The Tennessee Waltz テネシー・ワルツ                                         | 1965年        | 歌詞       | 歌詞       | テネシー州の州歌として最も有名                                                                    |
| テネシー州           | Rocky Top ロッキーの頂                                                       | 1982年        | 歌詞       | 歌詞       |                                                                                                   |
| テネシー州           | Tennesee (1992) テネシー (1992年)                                            | 1992年        | 歌詞       | 歌詞       |                                                                                                   |
| テネシー州           | The Pride of Tennessee テネシーの誇り                                        | 1996年        | 歌詞       | 歌詞       |                                                                                                   |
| テネシー州           | A Tennessee Bicentennial Rap: 1796-1996 テネシー州200周年記念ラップ          | 1996年        | 歌詞       | 歌詞       | 州成立200周年記念歌 州公式ラップ                                                                  |
| テネシー州           | Smoky Mountain Rain スモーキー・マウンテンの雨                               | 2010年        | 歌詞       | 歌詞       | 1980年発表                                                                                        |
| テネシー州           | Tennessee (2012) テネシー (2012年)                                           | 2012年        | 歌詞       | 歌詞       |                                                                                                   |
| テネシー州           | The Tennessee in Me 私の中のテネシー                                         | 2023年        |            |            |                                                                                                   |
| テネシー州           | Copperhead Road カッパーヘッド・ロード                                       | 2023年        |            |            |                                                                                                   |
| デラウェア州         | Our Delaware 我らのデラウェア                                                | 1925年        | 歌詞       | MP3        |                                                                                                   |
| ニュージャージー州   | （未制定）                                                                   | －            |            |            | "I'm From New Jersey"が主な非公式歌として歌われる                                                 |
| ニューハンプシャー州 | Old New Hampshire 古のニューハンプシャー                                     | 1949年/1977年 | 歌詞       | 歌詞       | 発表は1926年 他に州愛唱歌が8曲ある                                                                |
| ニューメキシコ州     | O Fair New Mexico おお麗しきニューメキシコよ                                 | 1917年        | 楽譜       | 楽譜       |                                                                                                   |
| ニューメキシコ州     | Así Es Nuevo Méjico これがヌエボ・メヒコ                                     | 1971年        | 楽譜       | 楽譜       | スペイン語州歌                                                                                    |
| ニューメキシコ州     | Land of Enchantment 魔法の大地                                               | 1989年        | 楽譜       | 楽譜       | 州哀歌（バラード）                                                                                |
| ニューメキシコ州     | New Mexico – Mi Lindo Nuevo México ニューメキシコ - 我が美しきヌエボ・メヒコ | 1995年        | 楽譜       | 楽譜       | 英・西バイリンガル州愛唱歌                                                                        |
| ニューヨーク州       | I Love New York アイ・ラブ・ニューヨーク                                     | 1980年        | 歌詞       | 歌詞       | 1977年発表                                                                                        |
| ネバダ州             | Home Means Nevada ふるさとはネバダ                                           | 1933年        | 楽譜       | 楽譜       |                                                                                                   |
| ネブラスカ州         | Beautiful Nebraska 美しきネブラスカ                                          | 1967年        | 楽譜       | 楽譜       |                                                                                                   |
| ノースカロライナ州   | The Old North State 古の北方の州                                             | 1927年        | 歌詞       | 歌詞       | 原詞は1835年発表                                                                                  |
| ノースダコタ州       | North Dakota Hymn ノースダコタ賛歌                                           | 1947年        | 歌詞       | MP3        | 原詞は1926年発表                                                                                  |
| バージニア州         | Our Great Virginia 我らの素晴らしきバージニア                                | 2015年        | YouTube    | YouTube    | 2代目 "Shenandoah"の旋律を転用                                                                    |
| バージニア州         | Sweet Virginia Breeze バージニアのそよ風                                     | 2015年        | YouTube    | YouTube    | 州愛唱歌                                                                                          |
| バーモント州         | These Green Mountains 緑の山々                                               | 1999年        | 歌詞・試聴 | 歌詞・試聴 | 2代目                                                                                             |
| ハワイ州             | Hawai'i pono'i ハワイ・ポノイ                                                | 1967年        | 歌詞       | 歌詞       | 1874年発表、歌詞はハワイ語 旧ハワイ王国の国歌                                                     |
| フロリダ州           | Old Folks at Home (Swanee River) 故郷の人々 (スワニー河)                     | 1935年        | 楽譜       | 楽譜       | 作詞・作曲：スティーブン・フォスター 2008年に歌詞を改訂                                           |
| フロリダ州           | Florida, Where the Sawgrass Meets the Sky フロリダ、空高くススキの生える地   | 2008年        | 楽譜       | 楽譜       |                                                                                                   |
| フロリダ州           | I Am Florida 我はフロリダ                                                    | 2013年        | PRサイト   | PRサイト   |                                                                                                   |
| ペンシルベニア州     | Pennsylvania ペンシルベニア                                                  | 1990年        | 歌詞       | 歌詞       |                                                                                                   |
| マサチューセッツ州   | All Hail to Massachusetts マサチューセッツに敬礼せよ                         | 1981年        | 楽譜       | 楽譜       | この他に州愛唱歌、公式フォークソング、典礼行進曲、ポルカなどがある                                |
| ミシガン州           | My Michigan 我がミシガン                                                     | 1937年        | 解説       | 解説       | 民間で歌われる"Michigan, My Michigan"（ミシガン、我がミシガン）とは異なる                         |
| ミシシッピ州         | Go, Mississippi 進め、ミシシッピ                                             | 1962年        | 歌詞       | 歌詞       |                                                                                                   |
| ミズーリ州           | Missouri Waltz ミズーリ・ワルツ                                              | 1949年        | 解説       | MIDI       |                                                                                                   |
| ミネソタ州           | Hail! Minnesota 万歳! ミネソタ                                               | 1945年        | 歌詞・試聴 | 歌詞・試聴 |                                                                                                   |
| メイン州             | State of Maine Song メイン州の歌                                             | 1937年        | 歌詞       | MP3        |                                                                                                   |
| メリーランド州       | （未制定）                                                                   | －            |            |            | 1937年から2021年まではMaryland, My Maryland（メリーランド、我がメリーランド）がその地位にあった。 |
| モンタナ州           | Montana モンタナ                                                             | 1945年        | 歌詞       | 歌詞       |                                                                                                   |
| モンタナ州           | Montana Melody モンタナ・メロディ                                            | 1983年        | 歌詞       | 歌詞       | 州哀歌（バラード）                                                                                |
| ユタ州               | Utah, This Is the Place この地はユタ                                         | 2003年        | 歌詞       | MP3        | 2代目                                                                                             |
| ユタ州               | Utah, We Love Thee ユタ、我ら汝を愛す                                        | 1937年        | 歌詞       | 試聴       | 州愛唱歌（初代州歌）                                                                              |
| ルイジアナ州         | Give Me Louisiana ギブ・ミー・ルイジアナ                                     | 1970年        | 歌詞       | 歌詞       | 2代目                                                                                             |
| ルイジアナ州         | You Are My Sunshine ユー・アー・マイ・サンシャイン                           | 1977年        | 歌詞       | 歌詞       |                                                                                                   |
| ルイジアナ州         | Louisiana My Home Sweet Home ルイジアナの我が家                              | 1952年        | 歌詞       | 歌詞       | 州行進曲                                                                                          |
| ロードアイランド州   | Rhode Island, It's for Me ロードアイランド、其は我がために                   | 1996年        | 歌詞       | 歌詞       | 編曲版の行進曲"Rhode Island"もある                                                                |
| ワイオミング州       | Wyoming ワイオミング                                                         | 1955年        | 歌詞       | 歌詞       |                                                                                                   |
| ワシントン州         | Washington, My Home ワシントン、我が家                                       | 1959年        | 歌詞       | MP3        | この他に民間では「ルイ・ルイ」が愛唱される                                                        |
| ワシントン州         | Roll On, Columbia, Roll On ロール・オン・コロンビア                          | 1987年        | 歌詞       | 歌詞       | 州公式フォーク 1941年発表                                                                         |

### 特別区・海外領土の歌
| 特別区・海外領土   | 曲名/日本語訳                                    | 制定・発表 | リンク     | リンク     | 備考                                                        |
| ------------------ | ------------------------------------------------ | ---------- | ---------- | ---------- | ----------------------------------------------------------- |
| ワシントンD.C.     | Washington ワシントン                            | 1951年     | 歌詞       | 歌詞       | 市歌だが現在は公式に歌われていない                          |
| ワシントンD.C.     | Our Nation's Capitol 我らの国の首都              | 1961年     | 歌詞       | 歌詞       | 市行進曲                                                    |
| プエルトリコ       | La Borinqueña ボリンケンの歌                     | 1977年     | 歌詞       | 歌詞       | 地域歌、歌詞はスペイン語 「ボリンケン」はプエルトリコの古称 |
| 米領ヴァージン諸島 | Virgin Islands March ヴァージン諸島行進曲        | 1963年     | 歌詞・試聴 | 歌詞・試聴 | 地域歌                                                      |
| グアム             | Stand Ye Guamanians グアム人よ起て               | 1919年     | 歌詞       | 歌詞       | 地域歌 英語とチャモロ語の歌詞がある                         |
| 北マリアナ諸島     | Gi Talo Gi Halom Tasi ギ・タロ・ギ・ハロン・タシ | 1996年     | 歌詞       | 歌詞       | 地域歌 表題はチャモロ語で「海の真ん中に」の意味             |
| 米領サモア         | Amerika Samoa アメリカ・サモア                   | 1950年     | 歌詞・試聴 | 歌詞・試聴 | 地域歌 英語とサモア語の歌詞がある                           |